# Grandfather
Grandfather – wieś w Stanach Zjednoczonych, w stanie Karolina Północna, w hrabstwie Avery.